# Chiaromontei Konstancia nápolyi királyné
Chiaromontei Konstancia (1376 – 1423), olaszul: Costanza di Chiaromonte/Chiaramonte, franciául: Constance de Clermont, első házassága révén nápolyi (szicíliai) királyné, a második házassága folytán altavillai grófné. Tarantói Esclarmunda altavillai grófnénak, Tarantói Lajos nápolyi király természetes lányának a menye. A francia eredetű Chiaromonte (Chiaramonte) család tagja.

## Élete

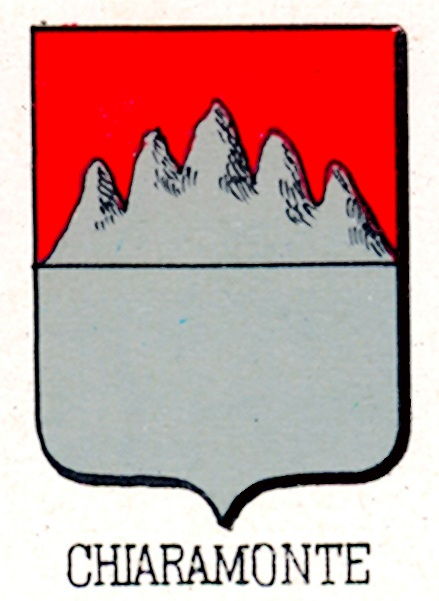
A Chiaromonte (Chiaramonte) család címere

Apja III. (Chiaromontei/Chiaramontei) Manfréd, Modica grófja, a Szicíliai (Trinacriai)  Királyság vikáriusa (alkirálya).
Édesanyja Ventimiglia Eufémia, II. (Ventimiglia) Ferencnek (–1391), Collesano és Geraci grófjának, a Szicíliai (Trinacriai) Királyság vikáriusának (alkirályának) a legkisebb lánya.
Konstancia édestestvérei voltak: Izabella (Erzsébet), Johanna, Eleonóra és Margit.
III. Manfréd 1377-ben, III. (Együgyű) Frigyes szicíliai király halála után annak kiskorú lánya, I. Mária nevében Szicília négy vikáriusának (alkirályának) az egyike lett Artale Alagona (–1389), Guglielmo Peralta (–1392) és Francesco Ventimiglia társaságában. Ez utóbbi Konstancia anyai nagyapja volt. Mária királynőt 1382-ben a nagyapja, IV. (Szertartásos) Péter aragón király elraboltatta, és Katalóniába vitette, hogy tervezett házasságát a Viscontikkal meghiúsítsa, hogy majd unokatestvérével házasítsa össze.
A négy vikárius azonban a királynő távollétében is a helyén maradt, és továbbra is ők irányították a szigetországot, ugyanúgy, ahogy korábban az ifjú királynő jelenlétében, akinek addig sem volt semmilyen befolyása sem az államügyekre, amikor még a szülőhazájában tartózkodott.
1389-ben Konstancia apja, Manfréd szicíliai alkirály megegyezett a másik Szicíliai Királyság régensével, Durazzói Margittal, aki a kiskorú fia, I. (Durazzói) László nevében uralkodott, a gyermekeik összeházasításában. 1390. május 29-én Gaetában I. Lászlót és Konstanciát Szicília (Nápoly) királyává és királynéjává koronázta Angelo Acciaiuoli pápai legátus, Firenze bíboros érseke, majd a hivatalos esküvőt 1390. augusztus 15-én tartották meg. 1391-ben meghalt Konstancia apja, Manfréd alkirály. 1392 márciusában pedig I. Mária királynő a férjével, Ifjú Mártonnal és apósával, Idős Mártonnal hatalmas katalán flotta élén visszatért a 10 éve nem látott hazájába. Konstancia unokatestvérét, a nápolyi királyné apjának, III. Manfrédnak a halála után annak címeit megöröklő Andrea Chiaromonte grófot ekkor elfogatták, Palermóban kivégeztették, és a királyi hatalmat fokozatosan helyreállították a szigeten. Miután a Chiaromonte család befolyása és hatalma megszűnt a szigeten, Nápoly már nem tartotta politikailag előnyösnek ezt a házasságot, melyet végül a pápa a felek kiskorúságára való hivatkozással 1392. július 1-jével felbontott. Anyja tanácsára durva módon szabadult meg a feleségétől, akit be sem avatott a szándékaiba, csak a pápa és annak a követe, a firenzei bíboros tudta, mi vár az ifjú királynéra. Mise közben a pápai legátus, a firenzei bíboros odament a királynéhoz, lehúzta a jegygyűrűt Konstancia ujjáról, és azt a mellette helyet foglaló László királynak adta át. Ez a megalázó tett volt hivatott kifejezni, hogy az egyház szemében a házasság érvénytelen azzal az indoklással, hogy a király még kiskorú volt, mikor a frigyet megkötötték. László király ekkor I. Bajazid oszmán szultán egyik lányát szerette volna feleségül venni egy Magyarország ellenes éllel, ami egész Európában erőteljes felzúdulást keltett, és Magyarországon is felerősödött a nápolyi Anjoukkal szembeni ellenszenv, amely Luxemburgi Zsigmondnak kedvezett, bár a magyar Anjou-ház és annak feje, I. Mária királynő még életben volt. A francia-magyar szövetség újra megerősödött, és Zsigmond László ellenkirályát, II. Lajos nápolyi királyt támogatta.
Konstanciát a volt férje, László király 1395. december 16-án feleségül adta Capuai Andráshoz, I. Lajos (–1397) altavillai gróf fiához és örököséhez. András anyja, Esclarmunda Tarantói Lajos nápolyi királynak, I. Johanna nápolyi királynő második férjének egy házasságon kívül született lánya volt. A házasságukból két gyermek született. Konstancia 1423-ban hunyt el.

## Gyermekei
- 1. férjétől, I. (Durazzói) László (1376–1414) nápolyi királytól, elváltak, nem születtek gyermekei
- 2. férjétől, I. (Capuai) András (1374–1425) altavillai gróftól, aki Tarantói Lajos nápolyi király anyai unokája volt annak házasságon kívül született lánya, Tarantói Esclarmunda révén, 2 gyermek:
  - Mária (–1430 után), 1. férje Francesco Cantelmo, Popoli grófja, nem születtek gyermekei, 2. férje Baldassarre della Ratta, Caserta grófja, 1 fiú a második házasságából
  - Lajos (1418–1443), II. Lajos néven Altavilla grófja, felesége Altobella, Francesco Pandone úrnak, Venafro grófjának a lánya, 6 gyermek